# Franz Hofer (Gauleiter)

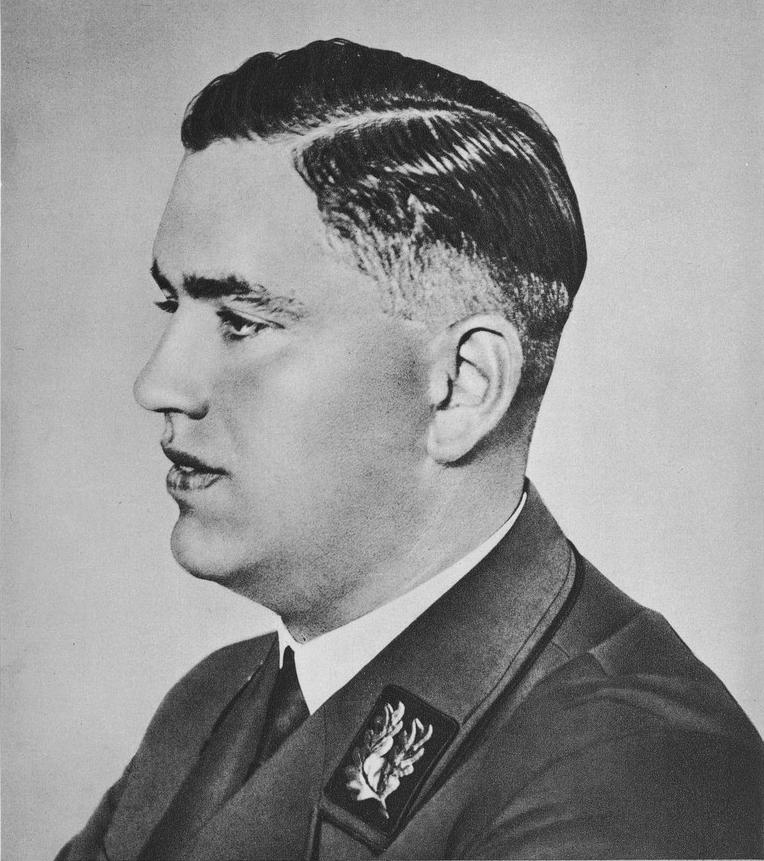
Franz Hofer

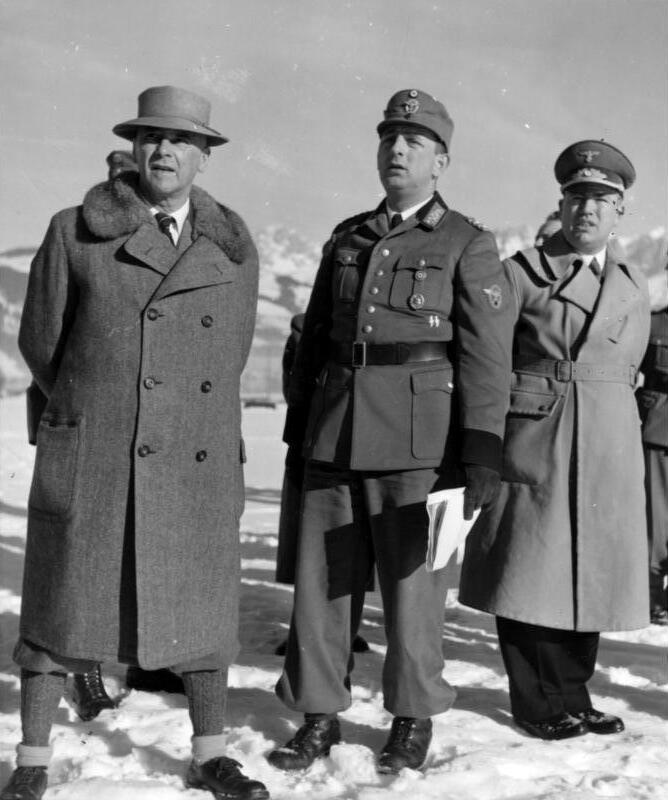
Franz Hofer (rechts) mit Wilhelm Frick und Kurt Daluege bei den Großdeutschen Skimeisterschaften im Februar 1939 in Kitzbühel

Franz Hofer (* 27. November 1902 in Hofgastein; † 18. Februar 1975 in Mülheim an der Ruhr) war ein österreichisch-deutscher Politiker. In der Zeit des Nationalsozialismus amtierte er als NSDAP-Gauleiter von Tirol-Vorarlberg, später war er zudem Reichsverteidigungskommissar der „Operationszone Alpenvorland“.

## Leben
Der Sohn eines Hofgasteiner Hotelbesitzers besuchte zwischen 1909 und 1919 die Volks- und Realschule in Innsbruck und begann 1922 die berufliche Laufbahn als selbständiger Kaufmann. Im September 1931 trat er in die NSDAP ein (Mitgliedsnummer 610.451) und machte in dieser im Jahr darauf rasch Karriere: Im April 1932 wurde er Kreisleiter und im Juli stellvertretender Gauleiter von Tirol. Am 27. November 1932 wurde er zum Gauleiter von Tirol befördert.
Wegen Betätigung für die in Österreich verbotene NSDAP wurde Hofer im Juni 1933 verhaftet und vor einem Tiroler Gericht zu zwei Jahren Haft verurteilt. Am 30. August 1933 brachen vier bewaffnete SA-Männer gewaltsam in seine Gefängniszelle ein und befreiten ihn. Auf der Flucht wurde er angeschossen. Er entkam nach Italien und hielt wenige Wochen später auf dem Nürnberger Reichsparteitag von seiner Trage aus eine Rede. 1935 nahm er die deutsche Staatsangehörigkeit an. Bei der Reichstagswahl am 29. März 1936 kandidierte er erfolglos in München.
Anfang 1937 wurde er zum Leiter der „Politischen Leiter- und Mitgliedersammelstelle für Österreicher in Deutschland“ mit Arbeitsplatz in Berlin.
Nach dem „Anschluss Österreichs“ an das Deutsche Reich erhielt er am 24. Mai 1938 erneut die Gauleitung von Tirol-Vorarlberg. Im selben Jahr erhielt er die Funktion Ministerialrat und den Rang eines NSKK-Obergruppenführers. Am 1. September 1940 wurde Hofer zusätzlich zum Reichsstatthalter von Tirol-Vorarlberg ernannt.
Nach dem Abfall Italiens von der Achse wurde Hofer am 10. September 1943 zum Obersten Kommissar in der „Operationszone Alpenvorland“ (bestehend aus dem Gau Tirol-Vorarlberg und den benachbarten italienischen Provinzen Bozen, Trient und Belluno) ernannt.
Im November 1944 schlug Hofer in einem Memorandum an Adolf Hitler vor, ein Kerngebiet in den Alpen zur letzten Bastion des Reiches, zur Alpenfestung, auszubauen und das „Bergland Tirol“ zur „Reichsfestung“ und zum „südliche[n] Bollwerk des germanischen Lebensraumes“ zu machen. Unter anderem war geplant, eine große Zahl britischer und amerikanischer Kriegsgefangener zusammenzuziehen, um alliierte Bombardements zu verhindern (tatsächlich wurden am 30. April 1945 prominente KZ-Häftlinge am Pragser Wildsee in Südtirol zu diesem Zweck inhaftiert). Vermutlich legte Hitlers Sekretär Martin Bormann seinem „Führer“ dieses Schreiben erst im Frühjahr 1945 vor, so dass Hofer erst am 12. April 1945 zum Vortrag in den Berliner Führerbunker geladen wurde. Hitler – 18 Tage vor seinem Suizid noch immer vom Endsieg überzeugt – billigte Hofers Vorschlag und ernannte ihn einen Tag vor seinem Tod am 29. April 1945 zum Reichsverteidigungskommissar der Alpenfestung.
Am 22. April 1945 fand in Recoaro, wo das Hauptquartier der Heeresgruppe C war, ein geheimes Treffen statt (siehe Operation Sunrise). SS-General Karl Wolff war kurz zuvor von einem Treffen mit Hitler in Berlin zurückgekehrt. 
Zwei an dem Geheimtreffen Beteiligte (Allen Dulles und Gero von Schulze-Gaevernitz) schrieben in einem 1966 erschienenen Buch:
Zum erstenmal in der langen Entwicklung des Unternehmens »Sunrise« war zu diesem Treffen in Recoaro auch der Gauleiter von Tirol, Franz Hofer, eingeladen worden. Grund: Das Gebiet, in das sich das deutsche Oberkommando in Kürze zurückziehen sollte, stand, unter Hofers ziviler Verwaltung und war ein Teil der von den Deutschen angeblich geplanten »Alpenfestung«. Wolff vertraute Hofer und glaubte an seine Bereitwilligkeit, an den Plänen für die Kapitulation mitzuwirken. Später entpuppte sich Hofer jedoch als gefährlicher Intrigant, der nur darauf bedacht war, seine Stellung in Tirol zu behalten.
Bei dem entscheidenden Treffen mit Vietinghoff am 22. April versuchte Hofer, Klauseln in das Waffenstillstandsabkommen einzufügen, die Tirol politische Autonomie garantiert und ihm selbst zugesichert hätten, weiterhin der Chef einer Landesregierung von Tirol zu bleiben.
Hofer verriet Vietinghoff, Wolff, Josef Moll, Hans Röttiger und andere an Albert Kesselring. Die Operation Sunrise wäre um ein Haar gescheitert. 

Die Alpenfestung blieb ein Phantom. Hofer übergab – auf Betreiben des gefangenen deutschamerikanischen Geheimdienstagenten Friedrich (Fred) Mayer – Innsbruck den Amerikanern als offene, unverteidigte Stadt. Hofer wurde am 6. Mai 1945 von US-Soldaten in Hall in Tirol verhaftet und in einem Internierungslager inhaftiert. 
1948 gelang ihm die Flucht nach Deutschland. Hier setzte er seine gelernte Arbeit als Kaufmann ab 1949 in Mülheim an der Ruhr fort, zunächst unter falschem, ab 1954 unter seinem richtigen Namen. Nach seinem natürlichen Tod wurde er auf dem Mülheimer Hauptfriedhof bestattet.

Hofer wurde im Juni 1949 in Österreich in Abwesenheit zum Tod verurteilt. Eine Münchner Berufungsspruchskammer bestätigte im Juli 1953 das Urteil von 3 Jahren und 5 Monaten Arbeitslager. In einem Presseinterview aus dieser Zeit gab Hofer sich als ungebrochener Nationalsozialist zu erkennen.
Am 6. Juni 1950 erklärte das Landesgericht Innsbruck als Volksgericht das gesamte Vermögen Franz Hofers zugunsten der Republik Österreich für verfallen. Begründet wurde dies mit dem Vorwurf des Hochverrats, der darin erblickt wurde, dass Hofer als führendes Mitglied der NSDAP den Anschluss Österreichs an das Deutsche Reich befürwortet und betrieben hatte.
Ein Ermittlungsverfahren wegen seiner Beteiligung am Krankenmord (Aktion T4) wurde eingeleitet und 1963 eingestellt.
1964 wurde die Klage der Kinder Hofers auf Rückgabe des Lachhofs bei Hall von einem österreichischen Gericht zurückgewiesen. Dieser war ursprünglich durch die Deutsche Umsiedlungs-Treuhand-Ges.m.b.H. als Ersatzliegenschaft für Südtirol-Umsiedler von Lanfranco Graf Sforza und dessen Frau Maria Antoinette angekauft worden; Hofer hatte ihn im Oktober 1943 von der Deutschen Umsiedlungs Ges.m.b.H. erworben und mit seiner Familie bis Kriegsende dort gewohnt.

## Persönliche Bereicherung
Nach der britisch-österreichischen Juristin und Buchautorin Meriel Schindler hatte sich Hofer durch Arisierung die große Familienvilla der jüdischen Familie Schindler am Rennweg 10 in Innsbruck angeeignet. Nach erfolgter gerichtlicher Restitution erwirkte Kurt Schindler – durch persönliche Vorsprache bei Hofer – ohne dass dieser dazu gerichtlich verhalten worden war, rückwirkende Mietzahlungen für die Jahre 1938 bis 1945. Heute beherbergt das Gebäude das Institute for Biomedical Aging Research der Universität Innsbruck.